# تيد موني
تيد موني (بالإنجليزية: Ted Mooney)‏‏ (19 أكتوبر 1951 في دالاس، تكساس - 29 مارس 2022) روائي من الولايات المتحدة.